# 陳柏宏
陳柏宏（1997年4月9日—）是臺灣男子籃球運動員，場上主打後衛位置。陳柏宏生於臺中縣，國小時是田徑隊成員，就讀能仁家商時當選U16亞青與U18亞青國手。左膝前十字韌帶106學年度（2017年－2018年）斷裂，108學年度（2019年－2020年）場均繳出9.6分、4.8個籃板、5.4次助攻收下108學年度大專籃球聯賽（UBA）公開男一級助攻王，並幫助中州科技大學拿下季軍，2020年7月參加超級籃球聯賽新人選秀會但落選，右膝前十字韌帶109學年度（2020年－2021年）斷裂。2022年夏天代表超級籃球聯賽彰化柏力力參加BE HEROES籃球經典賽與跨聯盟籃球邀請賽。

## 外部連結
- 陳柏宏在fiba.basketball（英语）
- 陳柏宏在archive.fiba.com（archived）（英语）
- 陳柏宏在Eurobasket.com（球員）（英语）
- 陳柏宏在RealGM（英语）